# Норт, Марианна
Марианна Норт (англ. Marianne North; 24 октября 1830 — 30 августа 1890) — английская путешественница и художница, известная своими ботаническими иллюстрациями и пейзажами, а также открытиями новых видов растений. Сестра Джанет Кэтрин Норт (англ. Janet Catherine North; 1837—1913), супруги поэта Джона Симондса; тётя британской военной медсестры Катарины Фурс.

## Ранние годы и образование
Марианна родилась в семье процветающих землевладельцев. Её родители происходили из знатных английских родов. Она была старшей из трёх детей.
Марианна брала уроки вокала и хотела стать певицей, её обучением занималась Шарлотта Элен Долби. Однако затем голос Норт изменился и больше не позволял ей петь, тогда она занялась рисованием.

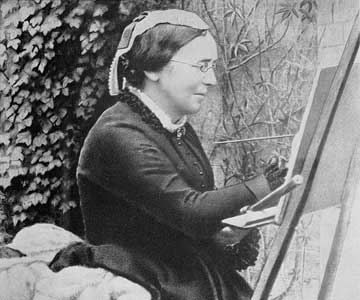
Марианна Норт

Марианна получила мало традиционного образования, но её семья была богатой и культурной, поэтому Марианна была знакома с известными художниками и ботаниками. Одним из знакомых семьи был известный учёный-ботаник Джозеф Долтон Гукер, директор Королевского ботанического сада.
В 1847 году её семья начала путешествие по Европе, которое продлилось три года и во время которого Марианна изучала ботанику, музыку и рисование. В этой же поездке она нарисовала свои первые пейзажи.
После смерти матери в 1855 году Марианна стала хозяйкой семейных имений в Гастингсе и Лондоне. Она продолжала рисовать и интересоваться ботаникой, считала это своими хобби и никогда не рассматривала в качестве карьеры, потому что в то время богатым женщинам было не принято работать. Марианна много путешествовала по миру со своим отцом, а после его смерти решила продолжить путешествовать, чтобы рисовать экзотичные растения и пейзажи.

## Путешествия, открытия и работа
После смерти отца Норт путешествовала по всему миру в одиночку, что было очень необычно для женщины того времени. В своей биографии она писала, что предпочитает компанию «менее цивилизованных и более интересных людей». 

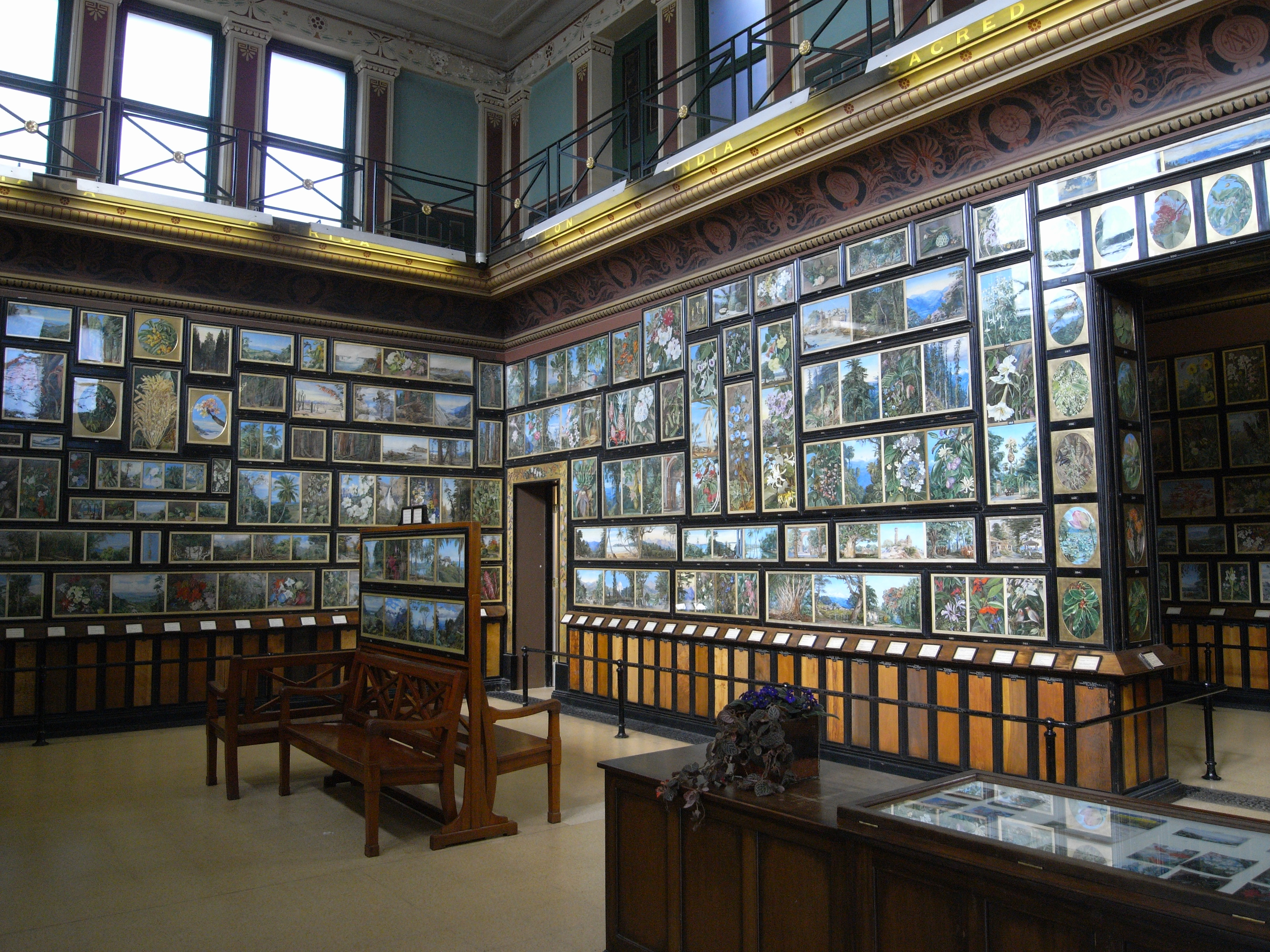
Художественная галерея Марианны Норт

Описывая свои путешествия, Норт не уделяла много внимания тяжёлым условиям, в который ей приходилось жить, и обычно описывала их парой слов. В поисках ботанических образцов Марианна посещала такие уголки стран, куда нельзя было добраться на транспорте.
Ей удалось посетить десятки стран, включая Японию, США, Канаду, Индию, страны Африки. Во время одной из своих поездок в Бразилию Норт нарисовала около 100 картин, живя в хижине в джунглях. А во время путешествия в Индию Марианна нарисовала более 200 картин. В 1875 году началось её двухлетнее кругосветное путешествие.
На острове Борнео Марианна открыла самое крупное известное плотоядное растение, названное впоследствии в её честь — Непентес Норт (Nepenthes northiana). После этого она открыла ещё несколько растений (в том числе деревьев), некоторые из которых также были названы в её честь.

## Наследие

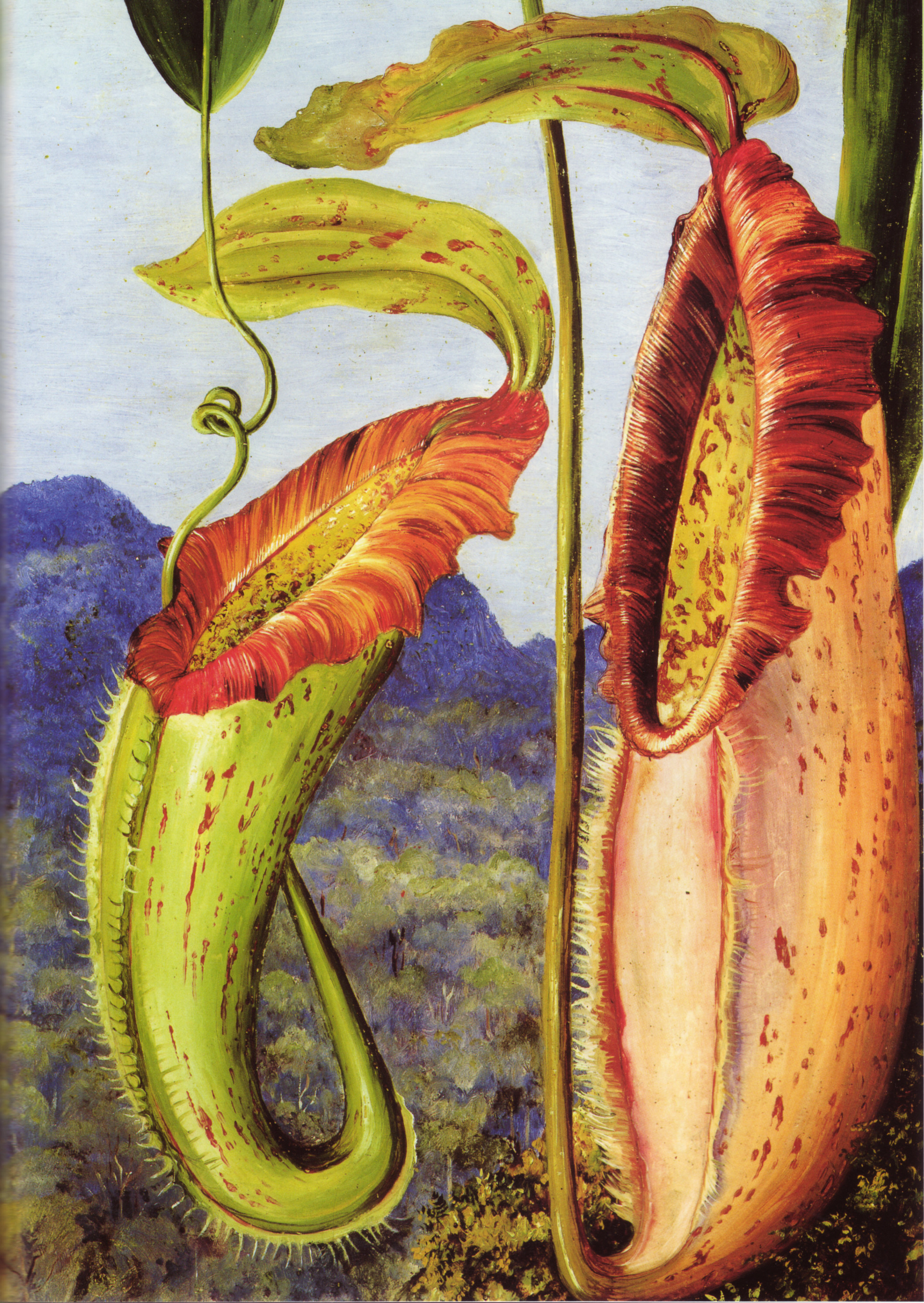
Открытый Норт цветок Nepenthes northiana в изображении самой Марианны Норт

Марианна рисовала не только цветы, но и животных, насекомых и пейзажи. Её картины пользовались популярностью у современников, так как они давали людям представления о дальних странах. Многие растения, которые изображала Норт, были ещё мало изучены в то время, поэтому её иллюстрации становились частью важных ботанических работ. Однако то, как точно и детально Норт изображала растения в эпоху, когда фотография ещё не была доступна, делает её работы ценными и для современных учёных. В честь Марианны было названо несколько растений, в том числе Areca northiana, Crinum northianum, Kniphofia northiana, Nepenthes northiana, а также целый род растений — Northia.
Работы Норт выполнены маслом, в качестве основы она использовала белую бумагу, укреплённую более плотной картонной основой. Ещё при жизни художницы её картины выставлялись в музеях Британии, а в Королевском ботаническом саду Кью для них построили особую художественную галерею. В настоящее время галерея насчитывает 832 работы Норт, на которых представлено около 1000 видов и разновидностей растений. Картины остались на тех же местах, на которые художница поместила их при жизни.
26 сентября 2016 на BBC вышел документальный фильм «Забытая королева Кью», посвящённый жизни Марианны Норт.

## Галерея

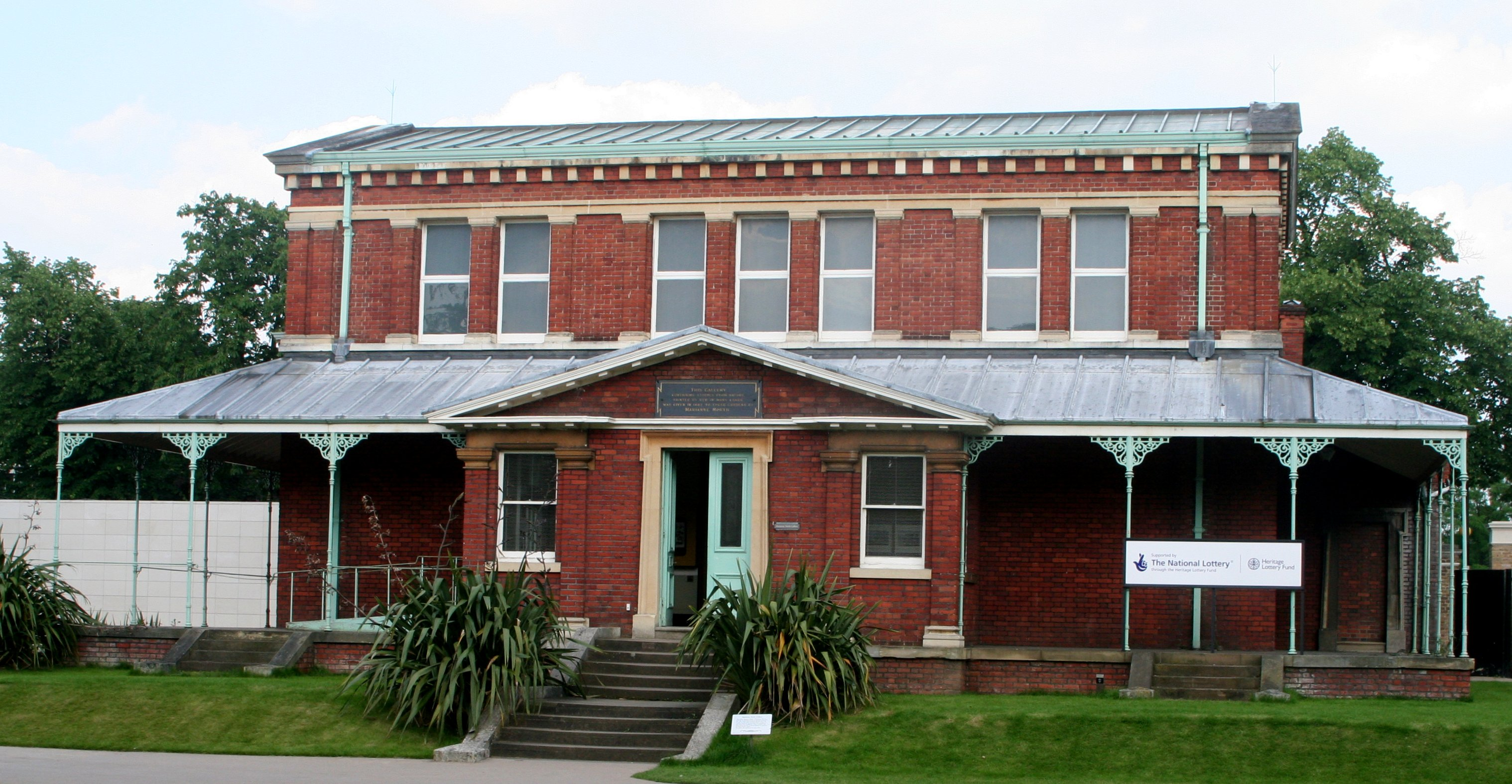
Картинная галерея Марианны Норт
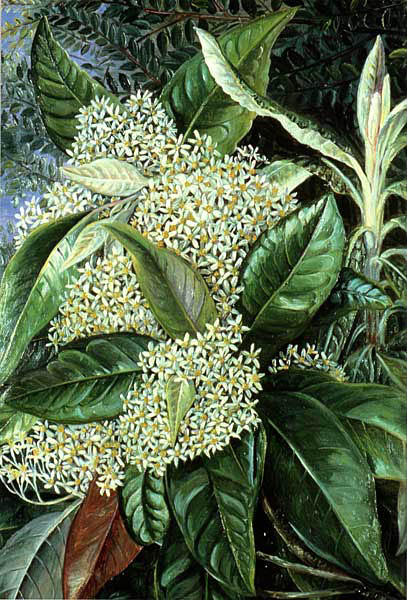
Olearia argophylla
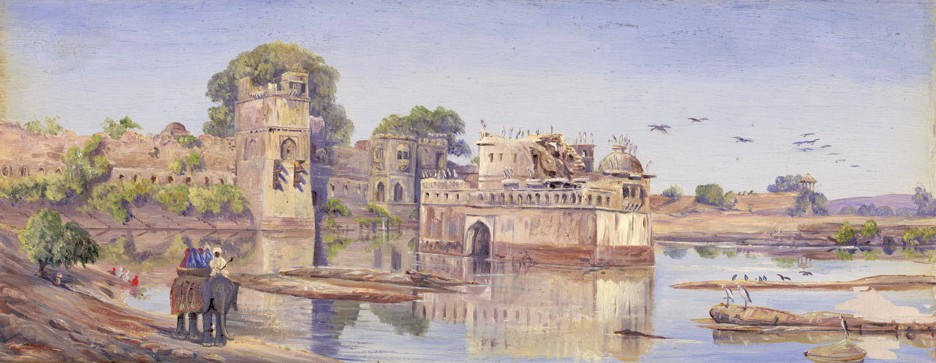
Раджпуты
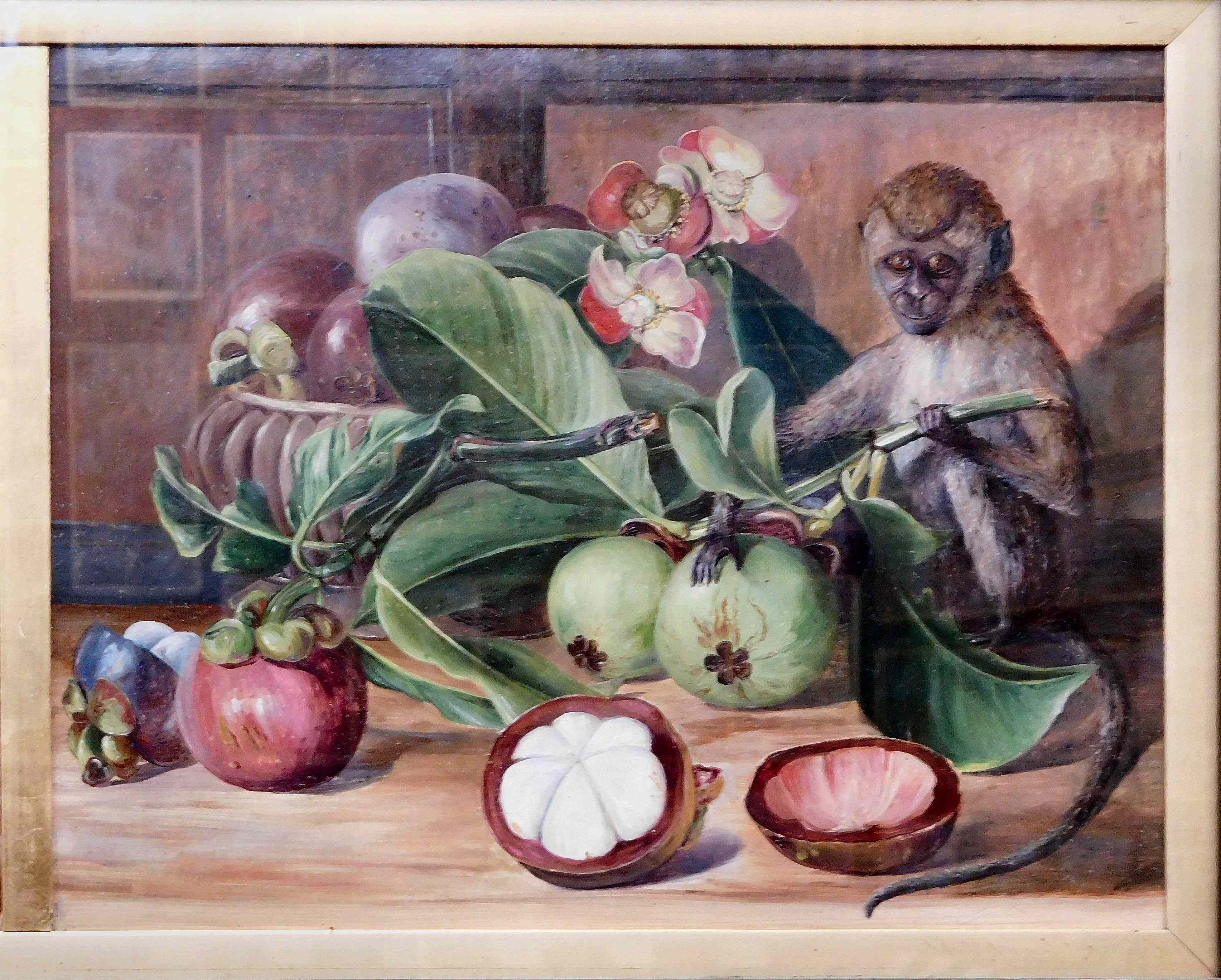
Цветы и плоды мангостана
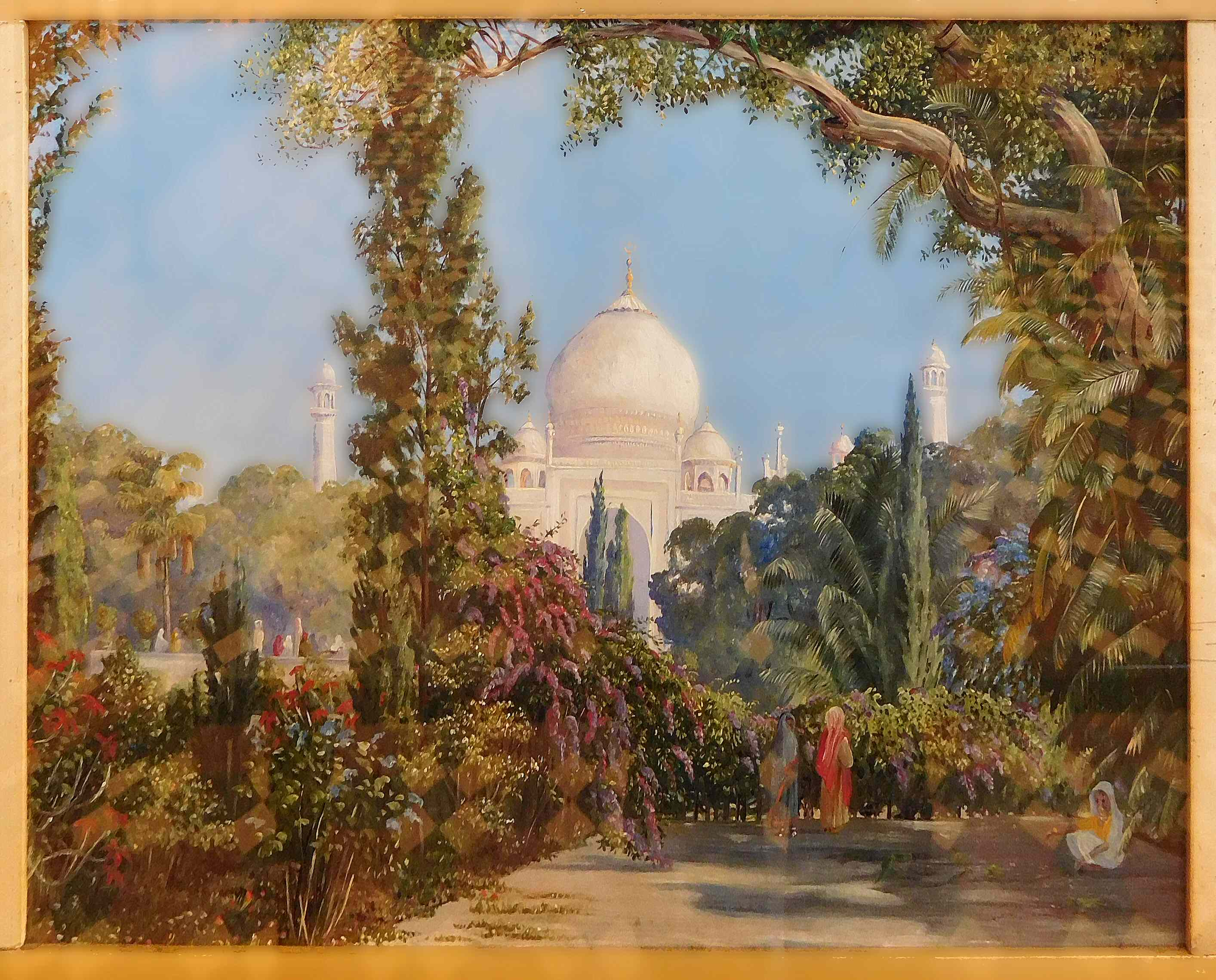
Тадж-Махал
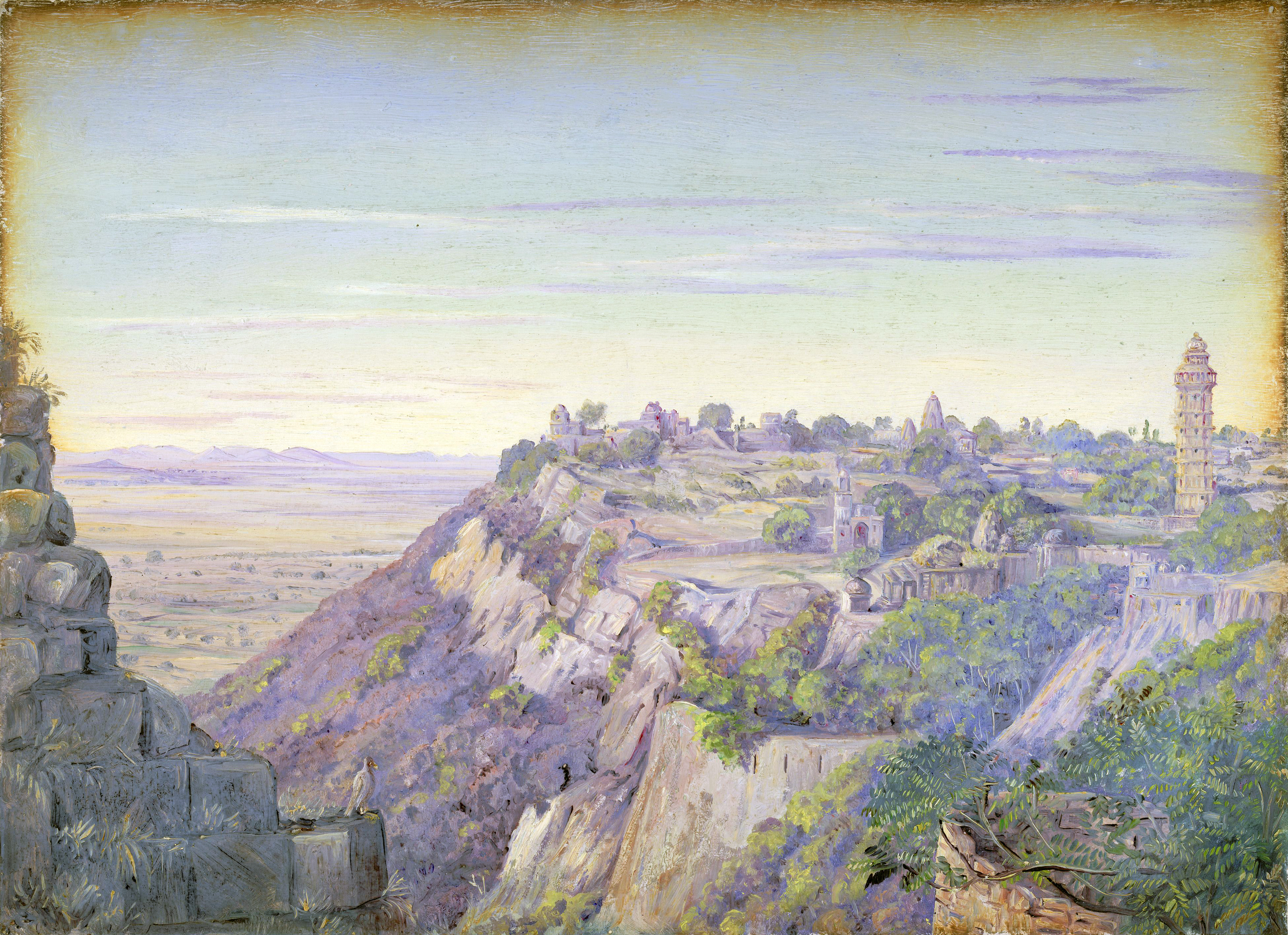
Форт
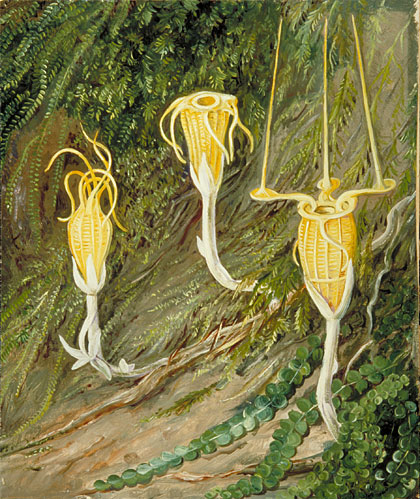
Thismia neptunis
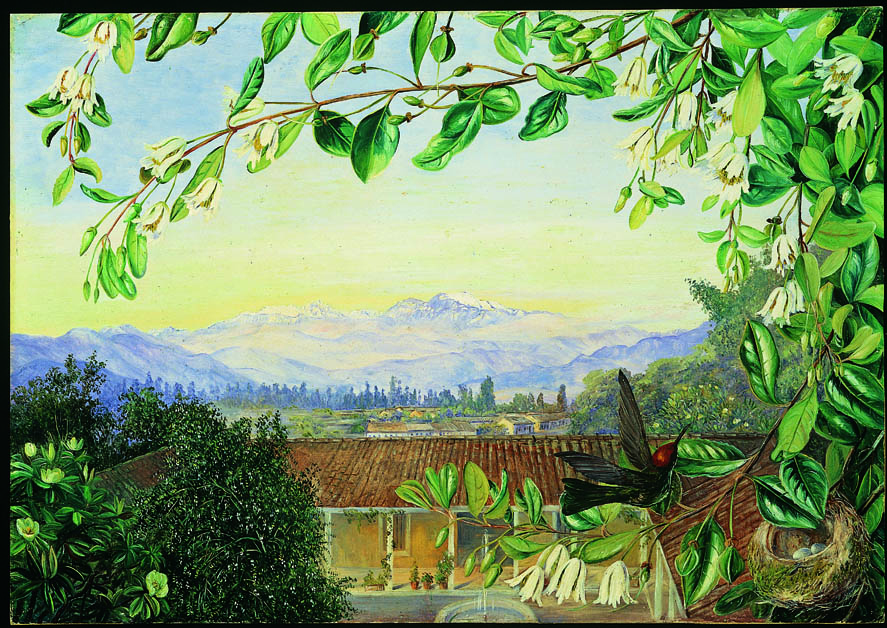
Вечные снега Сантьяго
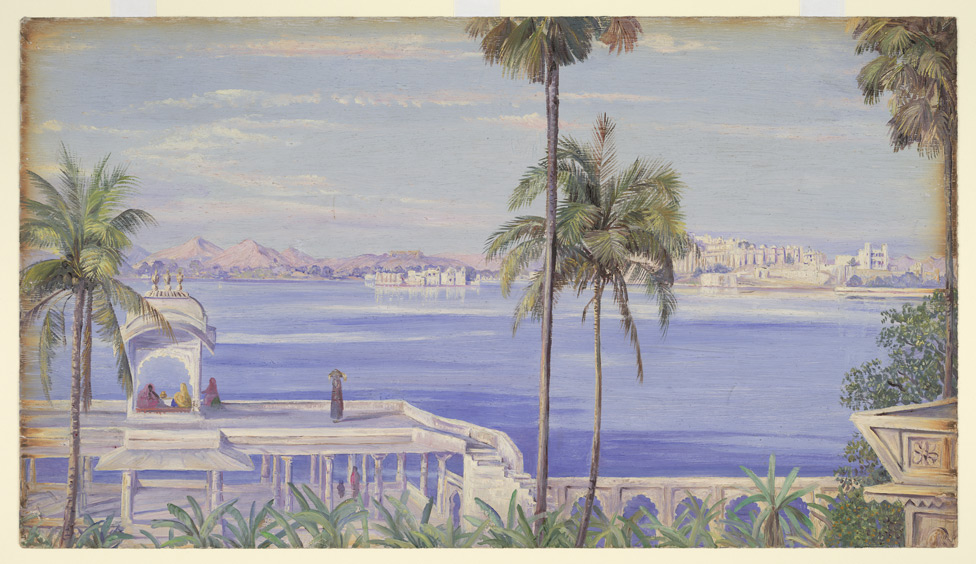
Вид на Удайпур с острова Ягмандир
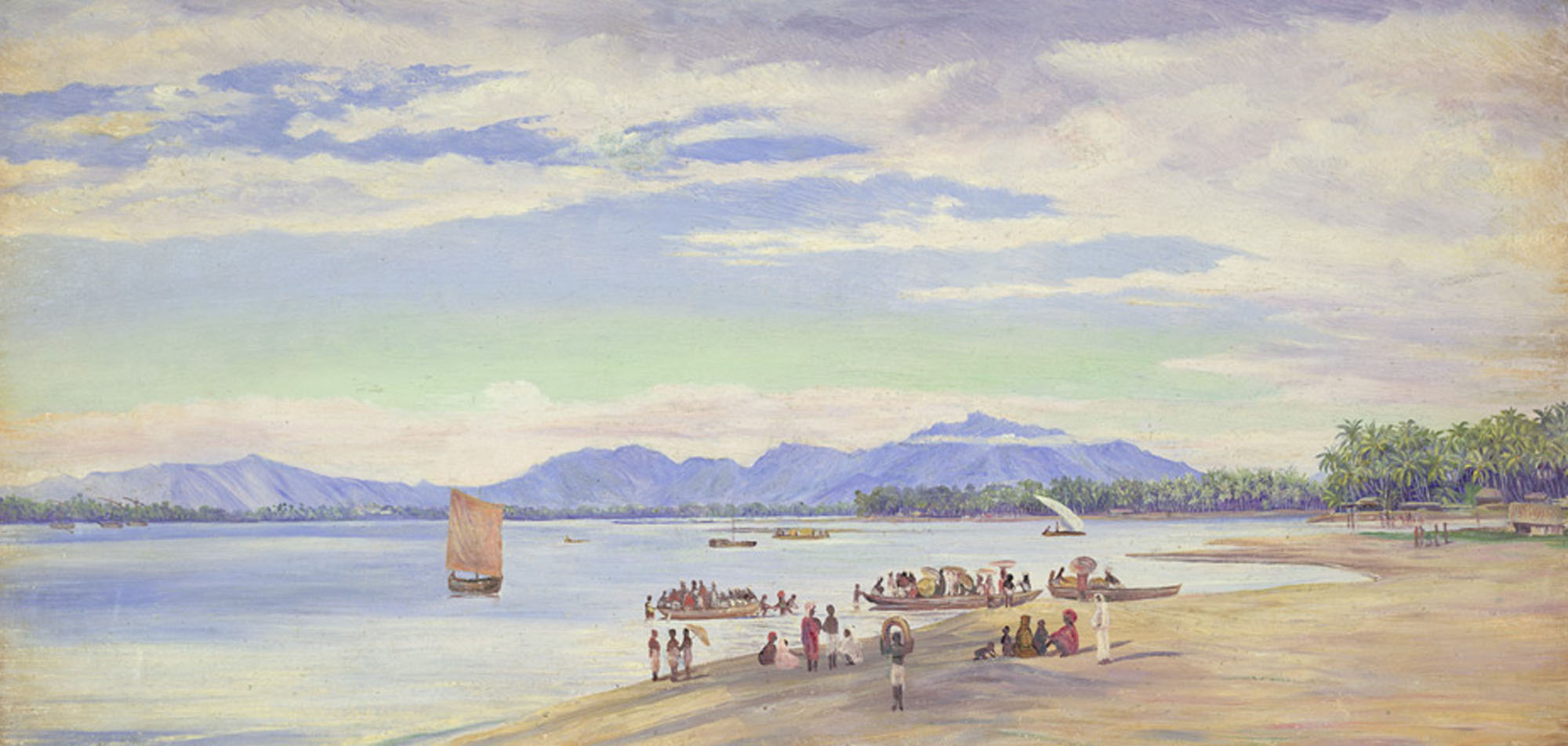
Пейзаж
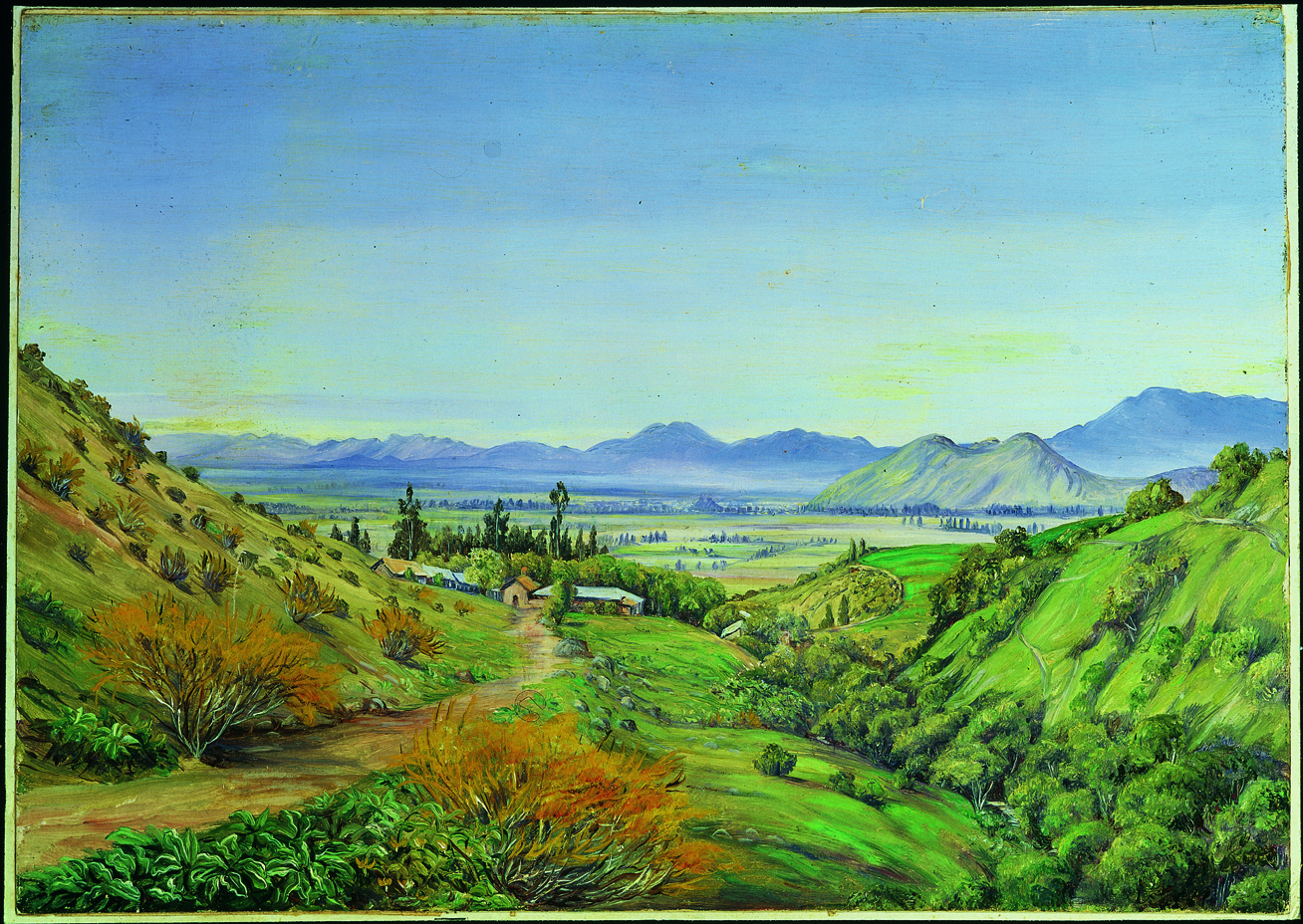
Сантьяго из Апокиндо
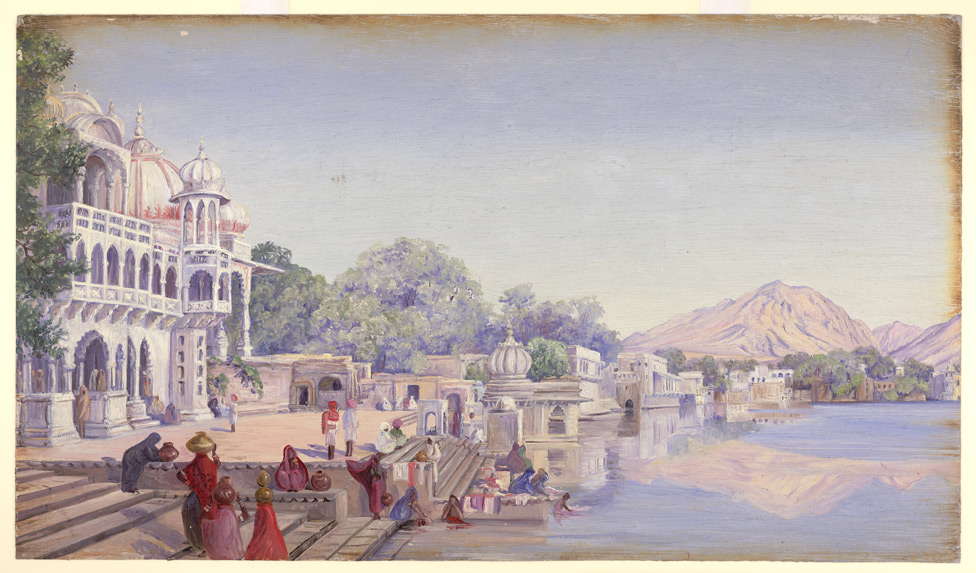
Пушкар, Индия